# Лукас Спальвіс
Лукас Спальвіс (лит. Lukas Spalvis, нар. 27 липня 1994) — литовський футболіст, нападник данського клубу «Ольборг» та національної збірної Литви.
Чемпіон Данії. 

## Клубна кар'єра
Вихованець німецьких юнацьких футбольних шкіл, з 2012 року продовжив займатися футболом у Данії. У дорослому футболі дебютував у жовтні 2013 року виступами за команду клубу «Ольборг», кольори якої захищає й донині.

## Виступи за збірну
У березні 2014 року дебютував в офіційних матчах у складі національної збірної Литви товариською грою проти збірної Казахстану. Наразі провів у формі головної команди країни 8 матчів, забивши 3 голи.

## Титули і досягнення
- Чемпіон Данії (1):

«Ольборг»:  2013–14
- Володар Кубка Данії (1):

«Ольборг»:  2013–14